# Kunszentmiklós
Kunszentmiklós je gradić u središnjoj Mađarskoj.
Upravno pripada kunsentmikloškoj mikroregiji čije je sjedište.

## Gradovi prijatelji
- Cristuru Secuiesc
- Blumberg
- Skorenovac

## Vanjske poveznice
- (mađ.) Térkép Kalauz – Kunszentmiklós
- (mađ.) Video Kunszentmiklósról – indulhatunk.hu  Arhivirana inačica izvorne stranice od 12. listopada 2008. (Wayback Machine)
- (mađ.) Kunszentmiklós.lap.hu
- (mađ.) Kunszentmiklós Város Tűzoltósága